# Explosão da mina Amasra
A explosão da mina Amasra ocorreu em 14 de outubro de 2022, quando uma explosão na mina de carvão em Amasra, província de Bartın, Turquia, matou 41 pessoas e feriu outras 28. É um dos incidentes industriais mais mortais na história da Turquia.

## Explosão
A mina tinha sido inspecionada pelo Tribunal de Contas da Turquia 9 dias antes do acidente. A explosão ocorreu às 18h30, horário local, a uma profundidade de cerca de 300 metros. No momento do incidente, cerca de 110 pessoas estavam trabalhando na mina e quase metade delas estava a mais de 300 metros de profundidade. Alguns relatórios afirmaram que cinco pessoas estavam trabalhando abaixo de 350 metros e 44 pessoas estavam trabalhando abaixo de 300 metros.
O Ministro do Interior, Süleyman Soylu, disse que, até então, mais de 22 pessoas tinham morrido e que 28 pessoas saíram sozinhas. O Ministro da Saúde, Fahrettin Koca, disse que 11 pessoas foram retiradas vivas e que estavam sendo tratadas no hospital, e que 58 mineradores foram salvos da mina. Posteriormente, o número de mortes subiu para 41. O trabalho de resgate terminou em 15 de outubro, pois não havia mais ninguém dentro da mina.

## Investigação
Uma investigação foi lançada pelo Gabinete do Procurador-Chefe de Bartın sobre a explosão. Três promotores foram nomeados para a investigação. Devido ao aumento do número de mortos, o número de promotores encarregados foi aumentado para cinco.
A causa da explosão ainda é desconhecida e está sob investigação, com grisu (possivelmente metano de leito de carvão) sendo a possível causa da explosão.
A Presidência de Gestão de Desastres e Emergências (AFAD) afirmou que a informação de que o acidente de mineração foi causado por um transformador foi "inadvertidamente compartilhada" e anunciou que equipes de busca e salvamento foram enviadas ao local do acidente.

## Reações
As ambulâncias estavam de prontidão no local ajudando nos esforços de resgate. O presidente da Turquia, Recep Tayyip Erdoğan, escreveu no Twitter que está monitorando de perto a situação e disse que as operações de busca e resgate estão progredindo "rapidamente" na mina. Erdoğan cancelou uma viagem planejada para Diarbaquir e viajou para Amasra em 15 de outubro. Vários prefeitos e funcionários do governo do país enviaram uma mensagem de apoio aos familiares dos mineradores que morreram no acidente e desejaram a cura dos feridos.
Os comentários de Erdoğan ligando a explosão ao "plano de destino" e dizendo que tais explosões do "sempre acontecerão", atraíram críticas do líder da oposição Kemal Kılıçdaroğlu, bem como protestos na capital Istambul.

### Internacionais
- O presidente do Azerbaijão, Ilham Aliyev, enviou uma mensagem de condolências a Erdoğan e para aqueles que morreram na explosão.[32]
- O ministro das Relações Exteriores da Armênia, Ararat Mirzoyan, enviou uma mensagem de condolências aos 41 trabalhadores que morreram na explosão na mina Amasra, Bartin.[33]
- O presidente do Cazaquistão, Kassym-Jomart Tokayev, enviou uma mensagem de condolências a Erdoğan e para aqueles que morreram na explosão.[32]
- O presidente do Chipre do Norte, Ersin Tatar, desejou a recuperação dos feridos e transmitiu suas condolências.[29]
- A ministra das Relações Exteriores da França, Catherine Colonna, enviou uma mensagem de condolências a Mevlüt Çavuşoğlu pelos mineradores mortos.[32]
- O ministro das Relações Exteriores da Letônia, Edgars Rinkēvičs, expressou suas condolências às famílias dos falecidos e desejou a recuperação dos feridos.[32]
- O primeiro-ministro georgiano, Irakli Garibashvili, disse: "Ofereço minhas sinceras condolências e condolências ao povo e ao governo turcos".[32]
- O primeiro-ministro grego, Kyriákos Mitsotákis, descreveu a explosão na mina como "triste" e afirmou que a Grécia estava pronta para enviar ajuda à região.[32]
- Na declaração feita pelo Ministério das Relações Exteriores da Jordânia, observou-se que foi dada uma mensagem de apoio ao povo turco para aqueles que morreram na explosão.[32]
- Em um comunicado feito pelo Ministério das Relações Exteriores de Omã, observou-se que apresenta condolências às famílias dos mortos no acidente e deseja uma rápida recuperação aos feridos.[32]
- O primeiro-ministro paquistanês, Shehbaz Sharif declarou que estava com o povo turco e desejou que as pessoas presas fossem resgatadas o mais rápido possível.[32]
- O presidente russo, Vladimir Putin, enviou uma mensagem de apoio às famílias dos mineradores falecidos e desejou a cura dos feridos.[32]
- A ministra das Relações Exteriores da Suécia, Ann Linde, enviou uma mensagem de apoio às famílias dos mortos na explosão e desejou a recuperação dos feridos.[32]
- O presidente ucraniano, Volodymyr Zelensky, enviou uma mensagem de apoio às famílias dos mortos na explosão e desejou a cura dos feridos.[32]
- O Ministro das Relações Exteriores do Uzbequistão, Vladimir Norov, marcou Mevlüt Çavuşoğlu em uma publicação no seu Twitter e deu as suas condolências pelos mortos na explosão, desejando aos feridos uma rápida recuperação.[33]